# PGAM2
PGAM2 (англ. Phosphoglycerate mutase 2) – білок, який кодується однойменним геном, розташованим у людей на короткому плечі 7-ї хромосоми. Довжина поліпептидного ланцюга білка становить 253 амінокислот, а молекулярна маса — 28 766.
| 10         |  | 20         |  | 30         |  | 40         |  | 50         |
| ---------- |  | ---------- |  | ---------- |  | ---------- |  | ---------- |
| MATHRLVMVR |  | HGESTWNQEN |  | RFCGWFDAEL |  | SEKGTEEAKR |  | GAKAIKDAKM |
| EFDICYTSVL |  | KRAIRTLWAI |  | LDGTDQMWLP |  | VVRTWRLNER |  | HYGGLTGLNK |
| AETAAKHGEE |  | QVKIWRRSFD |  | IPPPPMDEKH |  | PYYNSISKER |  | RYAGLKPGEL |
| PTCESLKDTI |  | ARALPFWNEE |  | IVPQIKAGKR |  | VLIAAHGNSL |  | RGIVKHLEGM |
| SDQAIMELNL |  | PTGIPIVYEL |  | NKELKPTKPM |  | QFLGDEETVR |  | KAMEAVAAQG |
| KAK        |  |            |  |            |  |            |  |            |

A: Аланін

C: Цистеїн

D: Аспарагінова кислота

E: Глутамінова кислота

F: Фенілаланін

G: Гліцин

H: Гістидин

I: Ізолейцин

K: Лізин

L: Лейцин

M: Метіонін

N: Аспарагін

P: Пролін

Q: Глутамін

R: Аргінін

S: Серин

T: Треонін

V: Валін

W: Триптофан

Кодований геном білок за функціями належить до гідролаз, ізомераз, фосфопротеїнів. 
Задіяний у такому біологічному процесі, як гліколіз. 